# Eberhard Schulze (Agrarwissenschaftler)

Eberhard Schulze (2000)

Eberhard Schulze (* 1. Januar 1940 in Chemnitz) ist ein deutscher Agrarwissenschaftler. Er ist vor allem mit Arbeiten zur Agrarökonomik, Agrarinformatik und Agrargeschichte hervorgetreten.

## Leben und Wirken
Eberhard Schulze, Sohn eines Malermeisters aus Oberlungwitz (Bruder Puppenspieler Arthur Heinrich Schulze), interessierte sich als Enkel eines Bauern früh für die Landwirtschaft. Er legte 1958 das Abitur in Lichtenstein/Sa. ab und studierte nach zwei Jahren landwirtschaftlicher Praxis ab 1960 in Leipzig Landwirtschaft und in Leningrad (heute St. Petersburg) Wirtschaftsmathematik. Ab 1967 am Institut für Agrarökonomik an der Universität Leipzig tätig, promovierte er 1971 mit einem Modell über die Schweineproduktion und leitete danach bis 1973 die Rechenstation der Sektion Tierproduktion und Veterinärmedizin an der gleichen Universität. Anschließend war er drei Jahre als Verantwortlicher für Investitionsvorbereitung bei der Abteilung Landwirtschaft des Rates des Bezirkes Leipzig tätig.
Nach Rückkehr an die Universität Leipzig leitete Schulze die Lehrgruppe Operationsforschung (Operations Research) bzw. Mathematik und Informatik am Wissenschaftsbereich Agrarökonomie und lehrte die Anwendung ökonomisch-mathematischer Methoden einschließlich Ökonomischer Kybernetik und Agrarinformatik. 1978 wies er in einem Artikel nach, dass die Landwirtschaft der DDR nicht effizient genug wirtschaftet, was ihm Kritik von den führenden Agrarpolitikern einbrachte, da sie sich angegriffen fühlten. Nach der 1984 erfolgten Habilitation wurde Schulze vom Minister für Hoch- und Fachschulwesen 1985 zum Hochschullehrer (Hochschuldozent für Informatik in der Landwirtschaft) ernannt. Er entwickelte gemeinsam mit der Sektion Informatik der Universität Leipzig ein Informatik-Vertiefungsstudium für Landwirte, das nach der deutschen Einheit in das Nebenfachstudium Informatik für Landwirte (Agrarinformatik) überging, das einzige seiner Art im wiedervereinigten Deutschland. Im September 1990 wurde Schulze als einziger Ostdeutscher in den Wissenschaftlichen Beirat der Gesellschaft für Informatik in der Land-, Forst- und Ernährungswirtschaft (GIL) gewählt. Die erste Veranstaltung der Gil in Ostdeutschland wurde durch Schulze 1993 in Leipzig organisiert. Auf Grund der Schließung der Agrarwissenschaftlichen Fakultät Leipzig im Jahr 1996 konnte das Studium jedoch nicht fortgeführt werden. Zeitweise leitete Schulze auch den Wissenschaftsbereich Agrarökonomie.
1995 nahm Schulze eine Tätigkeit am Leibniz-Institut für Agrarentwicklung in Mittel- und Osteuropa (IAMO) in Halle (Saale) auf und leitete u. a. den Forschungsschwerpunkt Agrarverfassung. Ende 2004 ging er in den Ruhestand. Seine Publikationsliste umfasst etwa 350 Arbeiten, darunter mehrere Bücher.
Neben der beruflichen Tätigkeit als Agrarökonom und Agrarinformatiker hatte und hat Schulze, ausgelöst durch die technisch-technologischen und gesellschaftlichen Veränderungen in der Landwirtschaft, ein ausgeprägtes Interesse an der Agrargeschichte sowie an der Geschichte der Agrarwissenschaften. Ab 1992 hielt er agrarhistorische Vorlesungen an der Universität Leipzig.

## Ehrungen und Auszeichnungen
In Anerkennung seiner wissenschaftlichen Leistungen und seiner ehrenamtlichen Tätigkeit wurde er von der Leipziger Ökonomischen Societät e. V. mit ihrer Ehrenmedaille ausgezeichnet. Die Timirjasew-Akademie Moskau verlieh ihm im Jahr 2008 für die Übersetzung und Herausgabe russischer Literatur in Deutschland, insbesondere vom und über den russischen Agrarökonomen Alexander Tschajanow, ihre Goldene Tschajanow-Medaille.

## Schriften
- Kybernetik. Bd. 1–3. Hochschulstudium: Agraringenieurwesen. Dresden 1974 und 1976.
- Zur Anwendung ökonomisch-mathematischer Methoden beim Übergang zur industriemäßigen Produktion in der Landwirtschaft. Herausgegeben von Rudi Meier und Eberhard Schulze. VEB Deutscher Landwirtschaftsverlag Berlin 1979.
- Eberhard Schulze und Kollektiv: Vorbereitung von Investitionen in der Landwirtschaft. VEB Deutscher Landwirtschaftsverlag Berlin 1981.
- Operationsforschung II: Mathematische Modelle und Datenverarbeitungsprojekte in der Tierproduktion. Hochschulstudium: Agraringenieurwesen Tierproduktion. Markkleeberg 1986.
- Operationsforschung: Operationsforschungsmodelle und Anwendung in der Landwirtschaft. Hochschulstudium: Agraringenieurwesen Tierproduktion. Markkleeberg 1990.
- 7500 Jahre Landwirtschaft in Deutschland. Von den Bandkeramikern bis zur Wiedervereinigung. Ein kurzer Abriß der Agrargeschichte. Wissenschaftsbereich Agrarökonomik Universität Leipzig 1994; 2., durchgesehene und verbesserte Auflage ebd. 1995.; 3., durchgesehene, verbesserte und ergänzte Auflage: Deutsche Agrargeschichte. 7500 Jahre Landwirtschaft in Deutschland – Ein kurzer Abriss. Shaker, Aachen 2014.
- Jens Jakob und Eberhard Schulze: Ein NEXPERT OBJECT – Prototyp zur Diagnose von Rapskrankheiten und -schädlingen. In: H. Bense und W. Bodrow (Hrsg.): Objektorientierte und regelbasierte Wissensverarbeitung. Spektrum Akademischer Verlag Heidelberg, Berlin, Oxford 1995, S. 287–302.
- Land Ownership and Land Market and their Influence on the Efficiency in Central and Eastern Europe. Herausgegeben von Peter Tillack und Eberhard Schulze. Studies on the Agricultural and Food Sector in Central and Eastern Europe. Vol. 9, IAMO, Vauk, Kiel 2000.
- Alexander Wasiljewitsch Tschajanow – die Tragödie eines großen Agrarökonomen. Herausgegeben und übersetzt von Eberhard Schulze. Studies on the Agricultural and Food Sector in Central and Eastern Europe. Vol. 12, IAMO. Vauk, Kiel 2001 (engl. Vol. 18 Halle (Saale) 2003).
- Warum blieb in Russland die duale Struktur von Großbetrieb und Hauswirtschaften erhalten? In: Agrarwirtschaft Bd. 51, 2002, H. 6, S. 305–317.
- Peter Tillack und Eberhard Schulze: Land Tenure and Land Relations in Germany. In: V. Belenkiy (Hrsg.): An International Encyclopedia of Land Tenure Relations for the Nations of the World. Vol. 2, The Edwin Mellon Press Lewiston/New York USA u. a. 2003, S. 4–87 (engl. u. russ.).
- Success and Failures of Transition – The Russian Agriculture between Fall and Resurrection. Herausgegeben von Eberhard Schulze et al., Studies on the Agricultural and Food Sector in Central and Eastern Europe. Vol. 21, IAMO, Halle (Saale) 2003.
- Alexander A. Nikonow und Eberhard Schulze: Drei Jahrhunderte Agrarwissenschaft in Russland. Von 1700 bis zur Gegenwart. Studies on the Agricultural and Food Sector in Central and Eastern Europe. Vol. 26, IAMO, Halle (Saale) 2004.
- Die Agrarwissenschaften an der Universität Leipzig 1740–1945. Evangelische Verlagsanstalt, Leipzig 2006.
- Zur Betriebsgröße in der Landwirtschaft – unter besonderer Berücksichtigung der Transformationsländer. Herausgegeben von Eberhard Schulze. Veröffentlichungen der Leipziger Ökonomischen Societät e. V., H. 20, Leipzig 2007.
- Zur Geschichte der Lehrmeinungen über Anfänge und Herkunft der Landwirtschaft auf dem Gebiet des heutigen Deutschlands. Ein Beitrag zur Agrargeschichte und der Kulturpflanzen- und Haustierforschung. Leipzig 2007.
- Die Agrarwissenschaften an der Universität Leipzig 1945/46–1996. Leipziger Ökonomische Societät e. V., Leipzig 2008.
- Ideengeschichte zur Vererbung bei Kulturpflanzen und Haustieren. Ein Beitrag zur Geschichte der landwirtschaftlichen Genetik und Agrargeschichte bis zur Mitte des 20. Jahrhunderts unter besonderer Berücksichtigung der deutschsprachigen Literatur. Shaker, Aachen 2010.
- Was der verunsicherte Verbraucher von der Landwirtschaft wissen sollte – 20 erklärende Stichworte. Leipziger Ökonomische Societät e. V., Heft 21, Leipzig 2012 (mit Hermann Matthies).
- Nachhaltigkeit, ökologischer und konventioneller Landbau. Leipziger Ökonomische Societät e. V., Heft 22, Leipzig 2013
- 250 Jahre Leipziger Ökonomische Societät. Der Beitrag der Leipziger ökonomischen Societät und ihrer Mitglieder und Ehrenmitglieder zur Entwicklung von Pflanzenernährung und Düngung 1764–1866. Shaker, Aachen 2013.
- Wilhelm August Lampadius und die Mineraldüngung. In: Walter, Hans-Hennen (Hrsg.): Wilhelm August Lampadius 1772 – 1842, Freiberg 2013, S. 543–572.
- Deutsche Agrargeschichte: 7500 Jahre Landwirtschaft in Deutschland, 3. durchgesehene, verbesserte und ergänzte Auflage, Shaker-Verlag, Aachen 2014, ISBN 978-3-8440-2636-8 und Deutsche Agrargeschichte: 7500 Jahre Landwirtschaft in Deutschland 5500 v. Chr. - 2022.  Ein kurzer Abriss mit einer Ergänzung von Hermann Matthies, 4. erweiterte Auflage, ISBN 978-3-8440-9000-0 (2023, 390 S.).
- Sachsen – mit oder ohne Agrarindustrie? Stellungnahme zu Klüter, Helmut: Die Landwirtschaft in Sachsen im Vergleich zu anderen Bundesländern: Endbericht, hrsg. von der Landtagsfraktion Bündnis 90/Die Grünen, Dresden, Oktober 2014, Veröffentlichungen der Leipziger Ökonomischen Societät e. V., Heft 24.
- Kann der etablierte Ökologische Landbau die Ernährung sichern und Nachhaltigkeit gewährleisten? Überlegungen zur derzeitigen Situation und künftigen Entwicklung der Landwirtschaft. Mitteilungen Agrarwissenschaften Bd. 30., Verlag Dr. Köster, Berlin 2016, ISBN 978-3-89574-907-0.
- Gemeinsam mit Wolfgang Merbach: Nachhaltige Landwirtschaft mit technologischem Fortschritt. Warum konventioneller und ökologischer Landbau effizienter und nachhaltiger werden müssen, Verlag Dr. Köster, Berlin 2018, ISBN 978-3-89574-942-1.
- Die Wanderversammlung der deutschen Land- und Fortswirthe 1837 bis 1872 – Vorläuferin der Deutschen Landwirtschaftsgesellschaft, Shaker Verlag 2020, 516 Seiten, ISBN 978-3-8440-7162-7.
- Mit höchsten Erträgen in der Landwirtschaft zu höherer Biodiversität, enthalten in Heft 36 der „Veröffentlichungen der Leipziger Ökonomischen Societät“ (LÖS) 2021[4]
- Zum Einfluss der Industrialisierung der Landwirtschaft auf die Treibhausgasemissionen: Zur Ermittlung von Grund- und Ziellinien für die Emission von Treibhausgasen in der Landwirtschaft[5]
- Welche Wege zur modernen Landwirtschaft sind am zweckmäßigsten? Was der an der Landwirtschaft interessierte Verbraucher über deren künftige Entwicklung wissen sollte, ISBN 978-3-8440-8663-8 (2022, 91 S.)
- Der Beitrag der deutschen Landwirtschaft zum Klimawandel ist weitaus geringer als ausgewiesen - Weitere Einsparungen von Treibhausgas-Emissionen sind aber notwendig, ISBN 978-3-8440-9459-6 (2024, 80 S.)